# Истории за обикновена лудост
„Истории за обикновена лудост“ (на италиански: Storie di ordinaria follia); (на френски: Contes de la folie ordinaire) е италианско-френски драматичен филм от 1981 година на режисьора Марко Ферери. Филмът е базиран на разказите на Чарлз Буковски от сборника „Ерекции, еякулация, изложба и като цяло историята на обикновената лудост“ (1972). Главните роли се изпълняват от Бен Газара и Орнела Мути.

## Сюжет
Филмът проследява опустошителните сексуални приключения на поета и алкохолик Чарлс Серкинг, разголвайки живота в не толкова реномираните квартали на Лос Анджелис. Животът на Серкинг се обръща към по-добро, когато се срещне с Кас, млада курва със саморазрушителни навици. Те имат бурни отношения. Когато Серкинг получава оферта от голямо издателство да работи в Ню Йорк, Кас се опитва да му попречи да замине, но не успява. Серкинг се поддава на изкушението на големите пари, но скоро осъзнава грешката си и се връща в Ел Ей, но установява, че Кас се е самоубила в неговото отсъствие. Опустошен, той кошмарно се пропива, но накрая стига до катарзис и се връща в морския дом за гости, където е прекарвал най-щастливите си мигове с Кас. Тук той отново съставя своя нова поезия с помощта на млада почитателка в една сцена на морски плаж (запазена марка на Марко Ферери).

## В ролите
| Изпълнител  | Роля          |
| ----------- | ------------- |
| Бен Газара  | Чарлз Серкинг |
| Орнела Мути | Кас           |
| Сюзън Тирел | Вера          |
| Таня Лоперт | Вики          |

## Награди и номинации
- 1981 - Кинофестивал в Сан-Себастиян
  - Награда ФИПРЕСИ - Марко Ферери
- 1982 - Награда Давид на Донатело
  - най-добър режисьор - Марко Ферери
  - най-добър оператор - Тонино Дели Коли
  - най-добър сценарий
  - най-добър монтаж - Руджеро Мастрояни
- 1982 - Награда Сребърна лента
  - най-добър режисьор - Марко Ферери
  - най-добър оператор - Тонино Дели Коли